# 汪鸣銮
汪鸣銮（1839年—1907年），字柳门，号郋亭，一號郇亭，安徽休寧人，寄籍浙江钱塘（今杭州市），进士出身，清末政治人物、藏書家，碑帖名家。

## 生平
同治四年（1865年）进士，選庶吉士，散館授編修。歷任陕甘、江西、山东、广东学政，历任工部侍郎，吏部侍郎，五城团防大臣，总理各国事务衙门大臣。授光禄大夫。
甲午戰爭后，反对签订《马关条约》，反對割讓福建臺灣省。與翁同龢分別奔走各國使節處以期廢止割地條款，但最終未成。於養心殿召對之間，言語為太監探知，密報慈禧太后，光緒皇帝聞之大怒，於光緒二十一年（1895年）下旨，以离间光绪帝與慈禧太后为名，革差，永不叙用。罷归杭州书院教席，在杭州训诂精舍和敷文书院讲学。曾出赀在桑梓地汪村（位于今安徽省黄山市歙县坑口乡）修复历经明清两朝的“汪家花园”。光緒三十三年（1907年）去世，葬于花山。
罢归后，侨居苏州。其苏州居所建有藏书楼“万宜楼”，上下三层，中有庭院，用转辘以取书。藏书印有“万宜楼藏善本书记”。编有《万宜楼善本书目》1册，收有宋本13种，元本12种，明本、抄本、批校本、稿本数百种，皆为善本。著有《万宜楼诗录》2卷（稿本）、《郋亭诗》1卷（稿本）、《汪柳门稿》（同治12年刻本）、《能自强斋文稿》。

## 家族
- 父汪繼昌。母韩氏（父韓崇，喜藏书；祖父刑部尚书韓崶（字桂舲）；曾祖韓是升（字旭亭），曾在京城王府中讲经学，曾任已革礼亲王昭梿的老师）。
- 原配妻吴氏（胞兄同治戊辰科進士吳大澂，光緒三年（1877年）丁丑科进士吳大衡）；继妻吴氏。
- 女婿曾朴，小说家，曾樸小說《孽海花》中的唐卿即以汪鸣銮为原型。

## 延伸阅读
[在维基数据编辑]
 《清史稿·卷442》，出自趙爾巽《清史稿》